# 体当り!!スーパーレース
『体当り!!スーパーレース』（たいあたり スーパーレース）は、1982年1月6日から同年4月28日まで日本テレビ系列局で放送されていた日本テレビ製作のゲームバラエティ番組である。最終回は同年6月23日に関東ローカルで放送された。全14回（全国ネット13回＋関東ローカル1回）。

## 概要
若手タレントたちが「レッドボンバーズ」と「ブルーハリケーンズ」に分かれ、さまざまな趣向を凝らしたゲームに挑戦する模様を放送。当初は、レッドボンバーズとブルーハリケーンズのどちらが勝つのかを一般からの参加者ペア×3組が予想して点数を稼いでいく視聴者参加型番組で、優勝ペアはタレントチームと一緒にサイパン旅行を賭けた「チャレンジゲーム」に挑戦することができた。

## 放送時間
いずれも日本標準時。
レギュラー放送されていたのは3月24日までで、その後はプロ野球ナイター中継などの影響で4月28日まで放送が無かった。また最終回は、ナイター中継の雨傘番組にされていた分を後日の午前に回すという形で放送された。
- 水曜 19:00 - 19:30 （1982年1月6日 - 1982年4月28日）
- 水曜 10:55 - 11:25 （1982年6月23日）

## 出演者

### 司会
- 司会：みのもんた[1]
- アシスタント：後藤いずみ

### 出場者
- たのきんトリオ[1]
- 沖田浩之[1]
- B&B[1]
- 研ナオコ[1]
- 岩崎宏美[1]
- 柏原よしえ[1]
- 堤大二郎
- 井上望
- 島田紳助・松本竜介
- 月亭八方
- 桂きん枝
- 松本ちえこ

その他

## 視聴者参加型番組時代のルール

### 本戦
ゲームは全部で5戦。
第1戦から第4戦までは、一般参加者ペアはゲームで勝つタレントチームを予想し、スタジオセットのボタンを押す。予想が当たれば1点を獲得。
最終戦では、一般参加者ペアがタレントチームのいずれか1人を指名して仲間に加え、3人1組のチーム×3組でゲームに参加。このゲームで勝ったチームは2点を獲得できたが、このゲームでの白星はタレントチームそれぞれの対戦成績とはならなかった。
最終的に最も高得点だったチームが優勝となり、サイパン旅行を賭けての「チャレンジゲーム」に挑戦できた。ただし、パーフェクト達成で6点を獲得しているチームは、チャレンジゲーム無しでサイパン旅行を貰えた。

### チャレンジゲーム
前期
まずロープを体に付けたみのが高所から飛び降り、20個の風船を付けたウレタン製の壁に激突して風船を割る。次に優勝ペアが1人ずつ同じ要領で風船を割り、1個でもみのが割った数よりも上回っていれば海外旅行を獲得。
後期
まずゴムロープを胴に巻いたみのが風船並木（左右10個ずつの計20個）の間を通り、両手に持ったピコピコハンマーで風船を割る。次に優勝ペアが1人ずつ同じ要領で風船を割り、みのが割った数よりも上回っていれば海外旅行を獲得。

### 賞金
1. ￥10,000
2. ￥20,000
3. ￥50,000
4. ￥100,000
5. ￥200,000
6. ￥500,000＋海外旅行

## スタッフ
- 構成：新野隆司
- アイデア：永田孝文、伊秩実
- 音楽：土持城夫
- 効果：吉田茂
- 制作協力：ユニオン映画
- 衣裳協力：美津濃スポーツ
- 演出：中島正幹
- 制作：太田杜夫、加藤光夫、本多益幸(ユニオン映画)
- 製作：日本テレビ